# Małe opowiastki
Małe opowiastki (ang. Small Stories, fr. Les Belles Histoires de Pomme d'Api, 1995-1999) – francuski serial animowany dawniej emitowany w Polsce na kanale MiniMini.
Wersję polską stworzyło studio Master Film.

## Opis fabuły
Serial opowiada o małej dziewczynce, która razem z dziadkiem podróżuje samolotem.

## Bohaterowie
- Sébastien
- Chloé

## Spis odcinków
| N/o            | Polski tytuł | Francuski tytuł                           |
| -------------- | ------------ | ----------------------------------------- |
|                |              |                                           |
| SERIA PIERWSZA |              |                                           |
|                |              |                                           |
| 01             |              | Le roi se remarie                         |
|                |              |                                           |
| 02             |              | La rentrée de la famille cochon           |
|                |              |                                           |
| 03             |              | Poulou et Sébastien                       |
|                |              |                                           |
| 04             |              | Timothée, fils de sorcière                |
|                |              |                                           |
| 05             |              | Un petit frère pas comme les autres !     |
|                |              |                                           |
| 06             |              | Bienvenue Dupont                          |
|                |              |                                           |
| 07             |              | L'école des géants                        |
|                |              |                                           |
| 08             |              | Les chaussettes du Père Noël              |
|                |              |                                           |
| 09             |              | La fille qui ne voulait pas se marier     |
|                |              |                                           |
| 10             |              | Elodie Ciseaux                            |
|                |              |                                           |
| 11             |              | La dispute de Poulou et Sébastien         |
|                |              |                                           |
| 12             |              | La ruse des animaux                       |
|                |              |                                           |
| 13             |              | Mama l'ogresse                            |
|                |              |                                           |
| 14             |              | Le petit empereur de Chine                |
|                |              |                                           |
| 15             |              | Flora, chanteuse d'opéra                  |
|                |              |                                           |
| 16             |              | Le cadeau magique                         |
|                |              |                                           |
| 17             |              | Le prince Olivier ne veut pas se laver    |
|                |              |                                           |
| 18             |              | Les souliers de Chloé                     |
|                |              |                                           |
| 19             |              | Mélanie Pilou                             |
|                |              |                                           |
| 20             |              | Le pommier canoë                          |
|                |              |                                           |
| 21             |              | Sorcière contre robot                     |
|                |              |                                           |
| 22             |              | L'angine de maman                         |
|                |              |                                           |
| 23             |              | Le réveillon de monsieur Lion             |
|                |              |                                           |
| 24             |              | La famille cochon déménage                |
|                |              |                                           |
| 25             |              | Kifédébuldanlo                            |
|                |              |                                           |
| 26             |              | L'horrible Mac Crucroc                    |
|                |              |                                           |
| SERIA DRUGA    |              |                                           |
|                |              |                                           |
| 27             |              | Le petit ogre qui voulait aller à l'école |
|                |              |                                           |
| 28             |              | Le gros chagrin d'Edgar                   |
|                |              |                                           |
| 29             |              | La rentrée des mamans                     |
|                |              |                                           |
| 30             |              | Les sorcières s'en vont en guerre         |
|                |              |                                           |
| 31             |              | La famille cochon aux sports d'hiver      |
|                |              |                                           |
| 32             |              | La marmaille de la reine                  |
|                |              |                                           |
| 33             |              | Le déménagement                           |
|                |              |                                           |
| 34             |              | Le petit monstre                          |
|                |              |                                           |
| 35             |              | Le père Noël et Tom Chiffon               |
|                |              |                                           |
| 36             |              | Le chat bleu                              |
|                |              |                                           |
| 37             |              | Le facteur du ciel                        |
|                |              |                                           |
| 38             |              | Le faramineux pouce de Paul               |
|                |              |                                           |
| 39             |              | Un bébé pour le Père Noël                 |
|                |              |                                           |
| 40             |              | Mon papa le roi                           |
|                |              |                                           |
| 41             |              | Moumouna                                  |
|                |              |                                           |
| 42             |              | Azzedine et Zora la mule                  |
|                |              |                                           |
| 43             |              | La souris tombée du ciel                  |
|                |              |                                           |
| 44             |              | Mathilde la méchante                      |
|                |              |                                           |
| 45             |              | L'ogre qui avait peur des enfants         |
|                |              |                                           |
| 46             |              | La famille cochon part à la mer           |
|                |              |                                           |
| 47             |              | La maman de Laurent Outang                |
|                |              |                                           |
| 48             |              | La soupe à la grimace                     |
|                |              |                                           |
| 49             |              | Jo la paille                              |
|                |              |                                           |
| 50             |              | Eloïse et les loups                       |
|                |              |                                           |
| 51             |              | Les trois fileuses                        |
|                |              |                                           |
| 52             |              | Le pistolet d'Odilon                      |
|                |              |                                           |